# Il Volo (grupo musical)
Il Volo foi um grupo italiano de rock progressivo ativo durante a década de 1970.

## História
Geralmente descrito como um supergrupo, Il Volo foi uma banda de estúdio formada por músicos já conhecidos, todos provenientes de grupos famosos. Foi fundado por Mogol e pela etiqueta Numero Uno como uma evolução do Formula 3, cujos integrantes, Alberto Radius e Gabriele Lorenzi estavam reunidos. Contudo, outros também fizeram parte do elenco como Mario Lavezzi, do Flora Fauna Cemento e Camaleonti, Bob Callero, do Osage Tribe e Duello Madre, Gianni Dall'Aglio, do Ribelli, junto ao compositor Vince Tempera que também tinha o seu próprio grupo, Pleasure Machine.
Contendo um elenco de primeira, é natural que ambos os discos sejam bem tocados e agradáveis, mas não são memoráveis, sobretudo pela falta de originalidade. Uma óbvia semelhança com a Formula 3 é evidente, junto com uma certa influência jazz-rock presente em todos os dois álbuns, cujo único elemento de diferença é a voz, que falta em Essere o non essere?
Em 1974, participou da realização do álbum de Lucio Battisti, Anima Latina, em particular pelas contribuições de Callero e Dall'Aglio, mas também dos outros. O grupo foi chamado a tocar também no disco de 1975 de Battisti, mas talvez por conta da deterioração das relações entre Radius e Mogol, o resultado tenha sido considerado insuficiente. O futuro disco Lucio Battisti, la batteria, il contrabbasso, eccetera, de fato, saiu somente em 1976 com uma banda completamente diferente, salvando somente Io ti venderei do trabalho feito com Il Volo.
Após o segundo álbum, Callero, que na capa do primeiro disco foi fotografado de costas e com o pseudônimo Olov, foi substituído por um breve tempo por Michele Seffer, ex-Era di Acquario, depois o grupo se desfez definitivamente.

## Formação
- Alberto Radius (guitarra, voz)
- Mario Lavezzi (guitarra, bandolim, voz)
- Vince Tempera (teclado)
- Gabriele Lorenzi (teclado)
- Bob Callero (baixo)
- Gianni Dall'Aglio (bateria, percussões, voz)

## Discografia

### LP
- 1974 - Il Volo, Numero Uno (DZSLN 55667)
- 1975 - Essere o non essere?, Numero Uno (DZSLN 55679)

### CD
- 1989 - Essere o non essere?, Numero Uno/BMG (ND 74119)
- 1990 - Il Volo, Numero Uno/BMG (ND 74682)